# Nukuhivamonark
Nukuhivamonark (Pomarea nukuhivae) är en utdöd fågel i familjen monarker inom ordningen tättingar. Tidigare förekom den i ögruppen Marquesasöarna i östra Stilla havet.

## Utseende
Nukuhivamonarken var en 17 cm lång flugsnapparliknande fågel. Hanen var identisk med marquesasmonarken, det vill säga helsvart med mörkt öga, ljusblå näbb och mörka ben. Honan skilde sig däremot genom kontrasterande vitt på nedre delen av ryggen och övergumpen, helvit stjärt, vita vingar med svarta teckningar och vitt på bakre delen av underkroppen.

## Utbredning och systematik
Nukuhivamonarlen förekom tidigare på ön Nuku Hiva i Marquesasöarna, men anses numera vara utdöd. Tidigare behandlades den tillsammans med möjligen likaledes utdöda uapoumonarken (P. mira) som underart till marquesasmonarken (P. mendozae), men dessa betraktas numera som egna arter efter genetiska studier.

## Levnadssätt
Nukuhivamonarken var huvudsakligen insektsätare och levde i beskogade dalar på högre höjder samt i av människan påverkad skog på alla nivåer, även om den troligen ursprungligen föredrog låglänta ursprungliga skogsområden som nu är borta. 

## Status
Nukuhivamonarken sågs senast med säkerhet på 1930-talet. Obekräftade fynd finns från 1975, men arten sågs inte under riktade eftersökningar vare sig 1997 och 1999 och anses därför vara utdöd. I princip all skog på Nuku Hiva är förstörd efter överbetning och skogsbränder, liksom av den invasiva växten Leucaena leucophala. Även införda råttor tros ha spelat en roll i artens utdöende.